# Шмитсхаузен
Шмитсхаузен (њем. Schmitshausen) општина је у њемачкој савезној држави Рајна-Палатинат. Једно је од 84 општинска средишта округа Југозападни Палатинат. Према процјени из 2010. у општини је живјело 426 становника. Посједује регионалну шифру (AGS) 7340224.

## Географски и демографски подаци
Шмитсхаузен се налази у савезној држави Рајна-Палатинат у округу Југозападни Палатинат. Општина се налази на надморској висини од 300 метара. Површина општине износи 4,5 km². У самом мјесту је, према процјени из 2010. године, живјело 426 становника. Просјечна густина становништва износи 95 становника/km².